# Hamptophryne
Hamptophryne es un género de anfibios anuros neotropicales de la familia Microhylidae. Se distribuyen por la mayor parte del norte y oeste de Sudamérica.

## Especies
Se reconocen las dos especies siguientes según ASW:
- Hamptophryne alios (Wild, 1995) - Previamente incluida en su propio género Altigius. Sudeste de Perú, norte de Bolivia y estado de Rondonia (Brasil).
- Hamptophryne boliviana (Parker, 1927) - Norte y oeste de la cuenca amazónica, y Venezuela y Guayanas.